# Grewia argentea
Grewia argentea är en malvaväxtart som beskrevs av Arthur Wallis Exell och Mendonca. Grewia argentea ingår i släktet Grewia och familjen malvaväxter. Inga underarter finns listade i Catalogue of Life.